# Mora (Minnesota)
Pour les articles homonymes, voir Mora.
Mora est une ville située dans le comté de Kanabec, dont elle est le siège, dans l'État du Minnesota (États-Unis). Sa population est de 3 571 habitants (recensement de 2010).
Le nom du comté dérive d'un terme amérindien signifiant « serpent ». Les principaux groupes d'immigrants à l'origine étaient allemands, suédois et norvégiens.
Mora accueille la Mora Vasaloppet, la plus grande course à skis du Minnesota, ainsi que la course de canoë de la Snake River, le semi-marathon de Mora et le tour cycliste de Mora. La ville héberge également le gigantesque cheval Dala, qui célèbre ses racines suédoises.

## Source
- (en) Cet article est partiellement ou en totalité issu de l’article de Wikipédia en anglais intitulé « Mora, Minnesota » (voir la liste des auteurs).